# Posonyi Ferenc
Posonyi Ferenc (Makó, 1815. május 11. – Nyitra, 1894. január 20.) országgyűlési követ, Csanád vármegye megyefőnöke, Makó város polgármestere.

## Életpályája
Görögkatolikus nemesi családban született, apja Posonyi Ignácz az 1809-es nemesi fölkelés kapitánya, édesanyja Posonyi Ignátzné Szilvássy Anna. Az ifjú Ferenc Csanád vármegye politikai életébe először 1836-ban esküdtként kapcsolódott be. Egy évvel később tiszteletbeli szolgabíróvá, 1842-ben főszolgabíróvá nevezték ki. Az 1847-48-as Országgyűlésen a vármegye által delegált követként vett részt, Kossuth Lajos lelkes híve volt. 1849. október 27-én csanádi megyefőnöknek nevezték ki, de 1850 júniusában az ellene indult feljelentési hullám hatására lemondott. 1876-1886 között Makó polgármestere volt. Városvezetői tevékenysége nyomán megszerezte a marosi révjogot a kiszombori Rónay családtól, a folyón 1878-ban hidat veretett; 1882-ben Makó az Arad-Csanádi Egyesült Vasutak révén bekapcsolódott az ország vasúthálózatába. Felépült az első polgári leányiskola épülete is. A város társadalmának jellegzetes alakja volt, számos anekdota kötődik a nevéhez, amelyeket Tömörkény István Az öreg Posonyi című művében gyűjtött össze. A polgármesteri hivatalról hirtelen indulattól vezérelve mondott le, mert egy képviselő-testületi közgyűlésen megbántották; sértődöttségében Makóról is elköltözött. Nyitrán halt meg, sírja is ott található. 1900-ban Makón a korábbi Domb utca felvette a Posonyi utca nevet a néhai polgármester emlékére; az utca 1922-től Pozsonyi néven, hibásan szerepel a térképeken, és az eltelt idő alatt a téves alak vált rögzültté.